# Giro di Turchia 2023
Il Giro di Turchia 2023, cinquantottesima edizione della corsa, valevole come evento dell'UCI Europe Tour 2023 categoria 2.1, si svolse in otto tappe dall'8 al 15 ottobre 2023 su un percorso di 1 235,1 km, con partenza da Alanya e arrivo a Istanbul, in Turchia. La vittoria fu appannaggio del kazako Aleksej Lucenko, che completò il percorso in 30h10'14", precedendo il tedesco Ben Zwiehoff e il colombiano Harold Tejada.
Sul traguardo di Istanbul 130 ciclisti, su 163 partiti da Alanya, portarono a termine la competizione.

## Tappe
| Tappa  | Data       | Percorso            | km      | Vincitore di tappa | Leader cl. generale |
| ------ | ---------- | ------------------- | ------- | ------------------ | ------------------- |
| 1ª     | 8 ottobre  | Alanya > Adalia     | 135     | Jasper Philipsen   | Jasper Philipsen    |
| 2ª     | 9 ottobre  | Kemer > Kalkan      | 166,5   | Jasper Philipsen   | Jasper Philipsen    |
| 3ª     | 10 ottobre | Fethiye > Babadağ   | 104,1   | Aleksej Lucenko    | Aleksej Lucenko     |
| 4ª     | 11 ottobre | Fethiye > Marmaris  | 165,3   | Jasper Philipsen   | Aleksej Lucenko     |
| 5ª     | 12 ottobre | Marmaris > Bodrum   | 180,6   | Nico Denz          | Aleksej Lucenko     |
| 6ª     | 13 ottobre | Bodrum > Selçuk     | 193,3   | Victor Langellotti | Aleksej Lucenko     |
| 7ª     | 14 ottobre | Selçuk > Smirne     | 159,8   | Jay Vine           | Aleksej Lucenko     |
| 8ª     | 15 ottobre | Istanbul > Istanbul | 130,5   | Jasper Philipsen   | Aleksej Lucenko     |
| Totale | Totale     | Totale              | 1 235,1 |                    |                     |

## Squadre e corridori partecipanti
| N.      | Cod. | Squadra                           |
| ------- | ---- | --------------------------------- |
| 1-7     | UAD  | UAE Team Emirates                 |
| 11-17   | ADC  | Alpecin-Deceuninck                |
| 21-27   | BOH  | Bora-Hansgrohe                    |
| 31-37   | AST  | Astana Qazaqstan Team             |
| 41-47   | Q36  | Q36.5 Pro Cycling Team            |
| 51-57   | GBF  | Green Project-BardianiCSF-Faizanè |
| 61-67   | EOK  | Eolo-Kometa Cycling Team          |
| 71-77   | BBH  | Burgos-BH                         |
| 81-87   | COR  | Corratec Selle Italia             |
| 91-97   | BWB  | Bingoal WB                        |
| 101-107 | TNN  | Team Novo Nordisk                 |
| 111-117 | MED  | Team Medellín-EPM                 |

| N.      | Cod. | Squadra                        |
| ------- | ---- | ------------------------------ |
| 121-127 | BGS  | Beykoz Belediyesi Spor Kulübü  |
| 131-137 | ABC  | ABLOC CT                       |
| 141-147 | STC  | Spor Toto Cycling Team         |
| 151-157 | VOS  | Voster ATS Team                |
| 161-167 | TIS  | Tarteletto-Isorex              |
| 171-177 | KBB  | Konya Büyükşehir Belediye Spor |
| 181-186 | GLC  | Global 6 Cycling               |
| 191-197 | SDO  | Sofer-Savini Due-OMZ           |
| 201-207 | BAI  | Bike Aid                       |
| 211-216 | SMN  | Shimano Racing Team            |
| 221-227 | PUS  | P&S Benotti                    |
| 231-237 | NLD  | Paesi Bassi                    |

## Dettagli delle tappe

### 1ª tappa
- 8 ottobre: Alanya > Adalia – 135 km

Risultati
| Pos. | Corridore        | Squadra    | Tempo    |
| ---- | ---------------- | ---------- | -------- |
| 1    | Jasper Philipsen | Alpecin    | 2h44'31" |
| 2    | Gleb Syrica      | Astana     | s.t.     |
| 3    | Timothy Dupont   | Tarteletto | s.t.     |

| Pos. | Corridore        | Squadra    | Tempo    |
| ---- | ---------------- | ---------- | -------- |
| 1    | Jasper Philipsen | Alpecin    | 2h44'21" |
| 2    | Gleb Syrica      | Astana     | a 4"     |
| 3    | Timothy Dupont   | Tarteletto | a 6"     |

### 2ª tappa
- 9 ottobre: Kemer > Kalkan – 166,5 km

Risultati
| Pos. | Corridore        | Squadra     | Tempo    |
| ---- | ---------------- | ----------- | -------- |
| 1    | Jasper Philipsen | Alpecin     | 4h13'54" |
| 2    | Cees Bol         | Astana      | s.t.     |
| 3    | Luca Colnaghi    | Gr. Project | a 1"     |

| Pos. | Corridore        | Squadra     | Tempo    |
| ---- | ---------------- | ----------- | -------- |
| 1    | Jasper Philipsen | Alpecin     | 6h58'05" |
| 2    | Cees Bol         | Astana      | a 14"    |
| 3    | Luca Colnaghi    | Gr. Project | a 17"    |

### 3ª tappa
- 10 ottobre: Fethiye > Babadağ – 104,1 km

Risultati
| Pos. | Corridore       | Squadra | Tempo    |
| ---- | --------------- | ------- | -------- |
| 1    | Aleksej Lucenko | Astana  | 3h34'17" |
| 2    | Ben Zwiehoff    | Bora    | a 12"    |
| 3    | Harold Tejada   | Astana  | a 27"    |

| Pos. | Corridore       | Squadra | Tempo     |
| ---- | --------------- | ------- | --------- |
| 1    | Aleksej Lucenko | Astana  | 10h32'36" |
| 2    | Ben Zwiehoff    | Bora    | a 16"     |
| 3    | Harold Tejada   | Astana  | a 33"     |

### 4ª tappa
- 11 ottobre: Fethiye > Marmaris – 165,3 km

Risultati
| Pos. | Corridore        | Squadra    | Tempo    |
| ---- | ---------------- | ---------- | -------- |
| 1    | Jasper Philipsen | Alpecin    | 3h50'17" |
| 2    | Timothy Dupont   | Tarteletto | s.t.     |
| 3    | Giovanni Lonardi | Eolo       | s.t.     |

| Pos. | Corridore       | Squadra | Tempo     |
| ---- | --------------- | ------- | --------- |
| 1    | Aleksej Lucenko | Astana  | 14h22'53" |
| 2    | Ben Zwiehoff    | Bora    | a 16"     |
| 3    | Harold Tejada   | Astana  | a 33"     |

### 5ª tappa
- 12 ottobre: Marmaris > Bodrum – 180,6 km

Risultati
| Pos. | Corridore     | Squadra | Tempo    |
| ---- | ------------- | ------- | -------- |
| 1    | Nico Denz     | Bora    | 4h26'27" |
| 2    | Matthew Walls | Bora    | s.t.     |
| 3    | Cees Bol      | Astana  | s.t.     |

| Pos. | Corridore       | Squadra | Tempo     |
| ---- | --------------- | ------- | --------- |
| 1    | Aleksej Lucenko | Astana  | 18h49'20" |
| 2    | Ben Zwiehoff    | Bora    | a 16"     |
| 3    | Harold Tejada   | Astana  | a 33"     |

### 6ª tappa
- 13 ottobre: Bodrum > Selçuk – 193,3 km

Risultati
| Pos. | Corridore          | Squadra     | Tempo    |
| ---- | ------------------ | ----------- | -------- |
| 1    | Victor Langellotti | Burgos-BH   | 4h46'34" |
| 2    | Aleksej Lucenko    | Astana      | s.t.     |
| 3    | Giulio Pellizzari  | Gr. Project | a 1"     |

| Pos. | Corridore       | Squadra | Tempo     |
| ---- | --------------- | ------- | --------- |
| 1    | Aleksej Lucenko | Astana  | 23h35'48" |
| 2    | Ben Zwiehoff    | Bora    | a 26"     |
| 3    | Harold Tejada   | Astana  | a 51"     |

### 7ª tappa
- 14 ottobre: Selçuk > Smirne – 159,8 km

Risultati
| Pos. | Corridore        | Squadra | Tempo    |
| ---- | ---------------- | ------- | -------- |
| 1    | Jay Vine         | UAE     | 3h36'51" |
| 2    | Jasper Philipsen | Alpecin | a 7"     |
| 3    | Cees Bol         | Astana  | s.t.     |

| Pos. | Corridore       | Squadra | Tempo     |
| ---- | --------------- | ------- | --------- |
| 1    | Aleksej Lucenko | Astana  | 27h12'46" |
| 2    | Ben Zwiehoff    | Bora    | a 26"     |
| 3    | Harold Tejada   | Astana  | a 51"     |

### 8ª tappa
- 15 ottobre: Istanbul > Istanbul – 130,5 km

Risultati
| Pos. | Corridore        | Squadra | Tempo    |
| ---- | ---------------- | ------- | -------- |
| 1    | Jasper Philipsen | Alpecin | 2h57'28" |
| 2    | Cees Bol         | Astana  | s.t.     |
| 3    | Giovanni Lonardi | Eolo    | s.t.     |

| Pos. | Corridore       | Squadra | Tempo     |
| ---- | --------------- | ------- | --------- |
| 1    | Aleksej Lucenko | Astana  | 30h10'14" |
| 2    | Ben Zwiehoff    | Bora    | a 26"     |
| 3    | Harold Tejada   | Astana  | a 51"     |

## Evoluzione delle classifiche
| Tappa              | Vincitore          | Classifica generale Maglia turchese | Classifica a punti Maglia verde | Classifica scalatori Maglia rossa | Bellezze turche Classifica sprint intermedi Maglia bianca | Classifica a squadre |
| ------------------ | ------------------ | ----------------------------------- | ------------------------------- | --------------------------------- | --------------------------------------------------------- | -------------------- |
| 1ª                 | Jasper Philipsen   | Jasper Philipsen                    | Jasper Philipsen                | Tobias Nolde                      | Bram Dissel                                               | Bingoal WB           |
| 2ª                 | Jasper Philipsen   | Jasper Philipsen                    | Jasper Philipsen                | Lennert Teugels                   | Wesley Mol                                                | Burgos-BH            |
| 3ª                 | Aleksej Lucenko    | Aleksej Lucenko                     | Jasper Philipsen                | Aleksej Lucenko                   | Róbigzon Oyola                                            | Bora-Hansgrohe       |
| 4ª                 | Jasper Philipsen   | Aleksej Lucenko                     | Jasper Philipsen                | Aleksej Lucenko                   | Róbigzon Oyola                                            | Bora-Hansgrohe       |
| 5ª                 | Nico Denz          | Aleksej Lucenko                     | Luca Colnaghi                   | Aleksej Lucenko                   | Dawit Yemane                                              | Bora-Hansgrohe       |
| 6ª                 | Victor Langellotti | Aleksej Lucenko                     | Luca Colnaghi                   | Aleksej Lucenko                   | Róbigzon Oyola                                            | Bora-Hansgrohe       |
| 7ª                 | Jay Vine           | Aleksej Lucenko                     | Jasper Philipsen                | Jay Vine                          | Róbigzon Oyola                                            | Bora-Hansgrohe       |
| 8ª                 | Jasper Philipsen   | Aleksej Lucenko                     | Jasper Philipsen                | Jay Vine                          | Mauro Verwilt                                             | Bora-Hansgrohe       |
| Classifiche finali | Classifiche finali | Aleksej Lucenko                     | Jasper Philipsen                | Jay Vine                          | Mauro Verwilt                                             | Bora-Hansgrohe       |

Maglie indossate da altri ciclisti in caso di due o più maglie vinte
- Nella 2ª e 3ª tappa Cees Bol ha indossato la maglia verde al posto di Jasper Philipsen.
- Nella 4ª tappa Róbigzon Oyola ha indossato la maglia rossa al posto di Aleksej Lucenko.
- Nella 5ª tappa Ben Zwiehoff ha indossato la maglia rossa al posto di Aleksej Lucenko.
- Nella 6ª e 7ª tappa Jay Vine ha indossato la maglia rossa al posto di Aleksej Lucenko.

## Classifiche finali

### Classifica generale - Maglia turchese
| Pos. | Corridore         | Squadra     | Tempo     |
| ---- | ----------------- | ----------- | --------- |
| 1    | Aleksej Lucenko   | Astana      | 30h10'14" |
| 2    | Ben Zwiehoff      | Bora        | a 26"     |
| 3    | Harold Tejada     | Astana      | a 51"     |
| 4    | Florian Lipowitz  | Bora        | a 1'24"   |
| 5    | Matteo Badilatti  | Q36.5       | a 1'31"   |
| 6    | Giulio Pellizzari | Gr. Project | a 1'37"   |
| 7    | Ander Okamika     | Burgos-BH   | a 3'41"   |
| 8    | Alexis Guérin     | Bingoal     | a 3'52"   |
| 9    | Xandro Meurisse   | Alpecin     | a 5'02"   |
| 10   | Anton Palzer      | Bora        | a 5'16"   |

### Classifica a punti - Maglia verde
| Pos. | Corridore        | Squadra     | Punti |
| ---- | ---------------- | ----------- | ----- |
| 1    | Jasper Philipsen | Alpecin     | 77    |
| 2    | Cees Bol         | Astana      | 71    |
| 3    | Giovanni Lonardi | Eolo        | 55    |
| 4    | Luca Colnaghi    | Gr. Project | 55    |
| 5    | Timothy Dupont   | Tarteletto  | 53    |

### Classifica scalatori - Maglia rossa
| Pos. | Corridore          | Squadra      | Punti |
| ---- | ------------------ | ------------ | ----- |
| 1    | Jay Vine           | UAE          | 29    |
| 2    | Aleksej Lucenko    | Astana       | 23    |
| 3    | Róbigzon Oyola     | Medellín-EPM | 16    |
| 4    | Ben Zwiehoff       | Bora         | 16    |
| 5    | Victor Langellotti | Burgos-BH    | 10    |

### Classifica sprint intermedi - Maglia bianca
| Pos. | Corridore      | Squadra      | Punti |
| ---- | -------------- | ------------ | ----- |
| 1    | Mauro Verwilt  | Tarteletto   | 10    |
| 2    | Róbigzon Oyola | Medellín-EPM | 8     |
| 3    | Nico Denz      | Bora         | 8     |
| 4    | Tobias Nolde   | P&S Benotti  | 6     |
| 5    | Dawit Yemane   | Bike Aid     | 5     |

### Classifica a squadre
| Pos. | Squadra                           | Tempo     |
| ---- | --------------------------------- | --------- |
| 1    | Bora-Hansgrohe                    | 90h37'54" |
| 2    | Green Project-BardianiCSF-Faizanè | a 14'15"  |
| 3    | Burgos-BH                         | a 15'02"  |
| 4    | Q36.5 Pro Cycling Team            | a 15'16"  |
| 5    | Eolo-Kometa Cycling Team          | a 19'36"  |